# Bitwa u ujścia Riachuelo
Bitwa u ujścia Riachuelo – starcie zbrojne, które miało miejsce 11 czerwca 1865 roku w trakcie wojny Paragwaju z koalicją (1864–1870).

## Przebieg bitwy
W czerwcu 1865 roku flota brazylijska, składająca się z fregaty Amazonas, czterech korwet i czterech kanonierek z 59 działami i 2297 ludźmi, odbiła położoną nad rzeką Parana twierdzę Corrientes po czym stanęła w pobliżu ujścia Riachuelo; marynarze zeszli na ląd celem narąbania drewna na opał. Naprzeciw floty brazylijskiej Paragwajczycy rozstawili siły lądowe wyposażone w 22 działa. 
11 czerwca w okolicy pojawiło się dziewięć kanonierek paragwajskich uzbrojonych w 30 dział z 1 000 ludzi załogi. Paragwajskie okręty holowały siedem pozbawionych napędu promów artyleryjskich wyposażonych w pojedyncze działa. Obsługa promów rozpoczęła ostrzał, a załogi okrętów szykowały się do abordażu na jednostki brazylijskie. W odpowiedzi brazylijskie okręty otworzyły ogień, a flagowy Amazonas poważnie uszkodził dwie jednostki paragwajskie, taranując je. 
Doszło do zażartej walki, w wyniku której jedna z jednostek brazylijskich została zdobyta abordażem, ale zaraz odbita. Drugi okręt brazylijski zatopiła artyleria nadbrzeżna. Pozostałe okręty Brazylijczyków odpowiedziały ogniem, zmuszając przeciwnika do odwrotu. Paragwajczycy utracili cztery promy artyleryjskie oraz kolejny okręt w trakcie odwrotu.

## Ordre de bataille

### Brazylia
| Nazwa         | Typ okrętu | Tonaż | Moc maszyn | Ilość dział                                     | Dowódca                   | Adnotacje                  |
| ------------- | ---------- | ----- | ---------- | ----------------------------------------------- | ------------------------- | -------------------------- |
| Amazonas      | fregata    | 1050  | 300        | jedno 70-funt. i pięć 68-funt.                  | kmdr F. M. Barroso        | okręt flagowy              |
| Belmonte      | korweta    | 602   | 120        | jedno 70-funt., trzy 68-funt. i cztery 32-funt. | kmdr por. L. M. Piquet    | osadzony na mieliźnie      |
| Jequitinhonha | korweta    | 647   | 130        | dwa 68-funt. i pięć 32-funt.                    | kmdr J. S. Gomensoro      | zatopiony                  |
| Beberibe      | korweta    | 637   | 130        | jedno 68-funt. i sześć 32-funt.                 | kmdr por. B. de Santana   |                            |
| Parnaíba      | korweta    | 602   | 120        | jedno 70-funt., dwa 68-funt. i cztery 32-funt.  | kmdr por. A. G. F. de Sa  | zdobyty abordażem i odbity |
| Ipiranga      | kanonierka | 325   | 70         | siedem 30-funt.                                 | kpt. A. de Carvalho       |                            |
| Araguari      | kanonierka | 415   | 80         | dwa 68-funt. i dwa 32-funt.                     | kpt. A. von Hoonholtz     |                            |
| Iguatemi      | kanonierka | 406   | 80         | trzy 68-funt. i dwa 32-funt.                    | kpt. J. de Macedo Coimbra |                            |
| Mearim        | kanonierka | 415   | 100        | trzy 68-funt. i cztery 32-funt.                 | kpt. E. J. Barboza        |                            |

### Paragwaj
| Nazwa             | Typ okrętu        | Tonaż | Siła maszyn | Ilość dział                                    | Dowódca              | Adnotacje              |
| ----------------- | ----------------- | ----- | ----------- | ---------------------------------------------- | -------------------- | ---------------------- |
| Tacuarí           | korweta           | 620   | 120         | dwa 68-funt. i sześć 32-funt.                  | kmdr por. P. I. Meza | okręt flagowy          |
| Ygureí            | parowiec          | 650   | 130         | trzy 68-funt. i cztery 32-funt.                |                      |                        |
| Marquez de Olinda | parowiec          | 300   | 80          | cztery 18-funt.                                | kpt. Ezequiel Robles | staranowany            |
| Salto Orientál    | parowiec          | 300   | 70          | cztery 18-funt.                                |                      | staranowany            |
| Paraguarí         | korweta           | 730   | 130         | dwa 68-funt. i sześć 32-funt.                  |                      | zatopiony              |
| Yporá             | parowiec          | 300   | 80          | cztery działa                                  |                      | Zatopiony po bitwie    |
| Yberá             | parowiec          | 300   |             | cztery działa                                  |                      | wycofany z akcji       |
| Pirabebé          | parowiec          | 150   | 60          | jedno 18-funt.                                 |                      | Zatopiony po bitwie    |
| 5 Chatas          | prom artyleryjski | 35    |             | jedno 68-funt. każdy                           |                      | holowane / 3 zatopione |
| 2 Chatas          | prom artyleryjski | 40    |             | jedno 70-funt. każdy                           |                      | holowane / 1 zatopiony |
| Siły lądowe       |                   |       |             | dwadzieścia dwa 32-funt. i dwie baterie rakiet | płk Bruguez          | 2 000 ludzi            |